# Pierre-Elie Jacquot
Pierre-Elie Jacquot (16 tháng 6 năm 1902 - 29 tháng 6 năm 1984) là một Đại tướng quân đội Pháp. Ông là Tổng chỉ huy viễn chinh cuối cùng của quân Pháp tại Đông Dương.

## Tác phẩm
- Essai de stratégie occidentale, 1953, 202 p., Gallimard, préface d'André Malraux
- La Stratégie périphérique devant la bombe atomique: Un dangereux crépuscule, que faire ?, 1954, 230 p., Gallimard